# 左様なら今晩は
『左様なら今晩は』（さようなら こんばんは）は、山本中学による漫画作品。『ヤングキング』（少年画報社）2019年17号から2020年1号まで連載された。その後、同誌2022年3号と同年22号に特別読切りとして本編のその後などを描いた作品が掲載された。単行本全1巻。略称は「さよこん」。
同棲していた恋人に振られた、ごく普通のサラリーマン・陽平と、彼の部屋に突如姿を現した若い女性の幽霊・愛助の奇妙でハートフルな共同生活が描かれる。
2022年11月11日に実写映画が公開された。

## あらすじ
半澤陽平はサラリーマンの男性。同棲2年目の彼女とそろそろ結婚と考えていた矢先に、彼女から突然別れを告げられる。そして、振られた直後の陽平の部屋でコップが割れるなど怪異現象が起こり、若い女性の幽霊が姿を現す。
幽霊は、この部屋にずっと居たが、別れた彼女がいる間は、彼女のバリア的な力に阻まれて出てこれず、彼女が出て行ったので現れることができるようになったと話しかける。
女性の幽霊が部屋から出られないことが分かり、やむなく共同生活を始めるが、幽霊が思ったよりも明るく親しみやすいため、次第に生活に慣れていく。そして自分の名前を思い出せない彼女を「愛助」と名付け、お互いのことを大切に思うようになっていくが、やがて切ない別れが訪れる。

## 登場人物

### 主要人物
半澤陽平（はんざわ ようへい）
25歳。同棲していた彼女から結婚を目前にして、「一緒に居ると気が滅入る」と別れを告げられる。
その直後に現れた女性の幽霊が部屋から出られないため、やむなく「愛助」と名付け共同生活をしている。
当初は愛助のことを拒絶していたが、生活していくうちに次第に彼女のことを大事な存在と思うようになる。
愛助との突然の別れの18年後、行きつけの弁当屋で「アイ」に転生した愛助と再会しているが気付いていない。
愛助 (あいすけ) / アイスケ → アイ
若い女性の幽霊。生前はOLで陽平の部屋に住んでおり、部屋で高熱で倒れ込んでそのまま病死している。
以来、部屋から出られずに居続け、陽平の彼女が去った後に初めて陽平の前に現れ、話しかけられるようになる。
真面目でアドバイス好きだが、痴女的な面もある。次第に陽平と親しくなっていき、やがて陽平を慕うようになる。
岸本のお経により成仏して転生し、18年後に弁当屋でバイトする女子高生・アイとなって来店客の陽平と再会する。
須田果南 (すだ かなん)
陽平の会社の後輩女性。以前から陽平に好意を持ち、陽平から彼女と別れたと聞くと、職場で飲み会を企画する。
飲み会後に陽平を誘惑し陽平の部屋でいちゃつくが、その時に見てしまった愛助は果南には恐ろしい姿に見えた。

### その他
不動産会社の社員
不動産会社「アパホーショップ」の社員。陽平から部屋に居る幽霊が誰なのか聞かれて、知人の霊能者・岸本を紹介する。
岸本
霊能者の主婦。陽平に幽霊と一緒に居続けると死ぬと言い放ち、お経を唱えて愛助を成仏させようとする。
愛助もこのまま幽霊で居続けるよりも、成仏のチャンスを生かし、生まれ変わって陽平に会いたいと願う。
吉田
果南の彼氏。

## 書誌情報
- 山本中学『左様なら今晩は』（2020年1月27日発売、少年画報社〈YKコミックス〉、ISBN 978-4-7859-6594-5）全1巻
  - 新装版（2023年4月28日発売[2]、少年画報社〈YKコミックス〉、ISBN 978-4-7859-7384-1）全1巻

## 映画
2022年11月11日に公開された。監督は長編映画初監督となる高橋名月、主演は映画初出演・初主演となる久保史緒里（乃木坂46）。
キャッチコピーは「突然ボクの部屋に現れたキミは、ちょっぴり不気味で愛おしい幽霊だった－」。
映画版では、久保の演じる「愛助」は原作とは異なるオリジナルのキャラクター設定で描かれ、また、撮影が行われた広島県尾道市の方言を話す設定のため、久保は全編を通して備後弁で演じている。
2023年1月11日からPrime Videoで独占配信中。

### あらすじ（映画）
陽平はごく普通のサラリーマンの男性。同棲2年目の玲奈から突然別れを告げられる。そして、玲奈が出て行った後の陽平の部屋では様々な怪異現象が起こり、白い服の若い女性の幽霊が姿を現す。
幽霊は陽平に「優しいふりして⾯倒な事から逃げているから、彼女も出て行ってしまった」などと、いきなり上から目線でダメ出しをする。そして、この部屋で亡くなってからずっと居たが、別れた彼女がいる間は、バリア的な力に阻まれて出てこれず、彼女が出て行ったので初めて現れることができるようになったことを陽平に話す。
陽平は、幽霊が部屋から出られないことが分かり、やむなく共同生活を始めるが、彼女が生きている人のように普通に会話もできるため、次第に生活に慣れていく。そして自分の名前を「ア」と「イ」が付くとしか思い出せない彼女を「愛助」と名付け、お互いのことを大切に思うようになっていく。
そんなある日、陽平の部屋を訪れた会社の同僚女性・果南が部屋に女性の幽霊がいると感じ、身の危険を察して、霊媒師の叔母・みさきを連れてくる。みさきは愛助にこのままでは陽平は死ぬと告げ、「成仏させることはできないが、あなたはもう部屋に縛られてはいない」と出られる方角を示し、去って行く。

愛助は自ら成仏することを決心し、教えてもらった場所から外に出て、陽平と一緒に初めての自転車の二人乗りや陽平お気に入りのお好み焼き店など、最初で最後の楽しいデートをする。そしてデートからふたりで帰った部屋で眠りについた陽平の頬にそっとキスをして切ない別れを告げる。

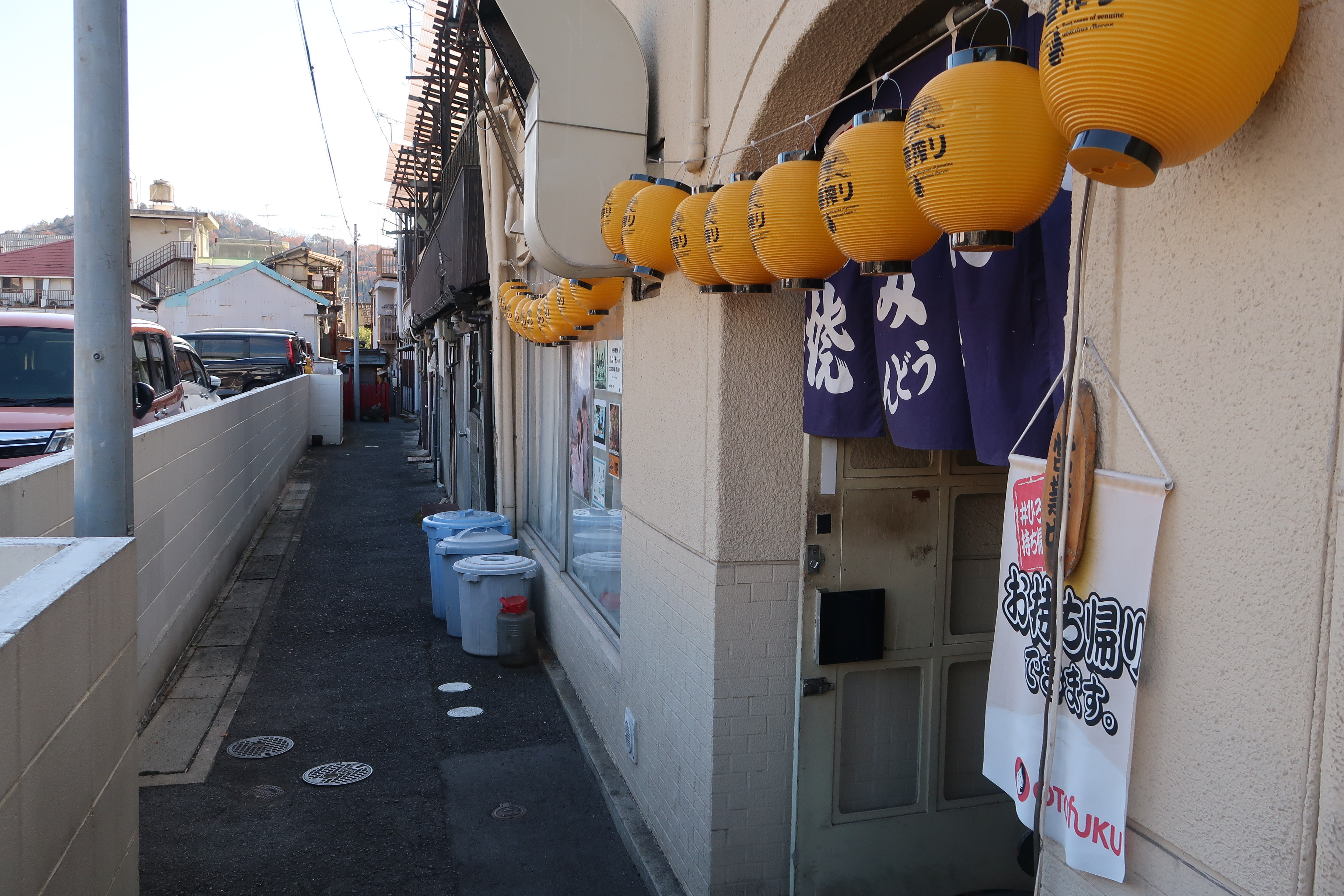
愛助と陽平がデートで訪れたお好み焼き店「手毬」とふたりで歩いた路地

### キャスト

#### 主要人物
愛助（あいすけ）→ アイ
演 - 久保史緒里（乃木坂46）
女性の幽霊。陽平の部屋に突如姿を現す。生前に恋愛未経験のため、ウブでピュア。
陽平（ようへい）
演 - 萩原利久
テラシマ工業の社員。同棲中の恋人に振られている。共同生活を送ることになった愛助に次第に惹かれていく。
果南（かなん）
演 - 小野莉奈
陽平の同僚。陽平に好意を持っており、彼女の座を狙っている。
玲奈（れいな）
演 - 永瀬莉子
陽平の元カノ。同棲していた陽平を振っている。
みさき
演 - 中島ひろ子
果南の叔母。スナックのママで霊媒師。
奥田（おくだ）
演 - 宇野祥平
不動産店主。陽平が住む「大橋アパート101号室」を斡旋する。

#### テラシマ工業
陽平たちの勤務する会社。
吉田（よしだ）
演 - 宮田秀道
陽平たちの後輩社員。果南が陽平と気まずくなった後、付き合い始める。
畠山（はたけやま）
演 -  花岡なつみ
陽平たちの先輩社員。結婚退職で果南が送別会の幹事をする。
クボタ
演 -  一色伸良
陽平たちの上司。
野島
演 - 月山翔雲
陽平たちの同僚。

#### 愛助の友人

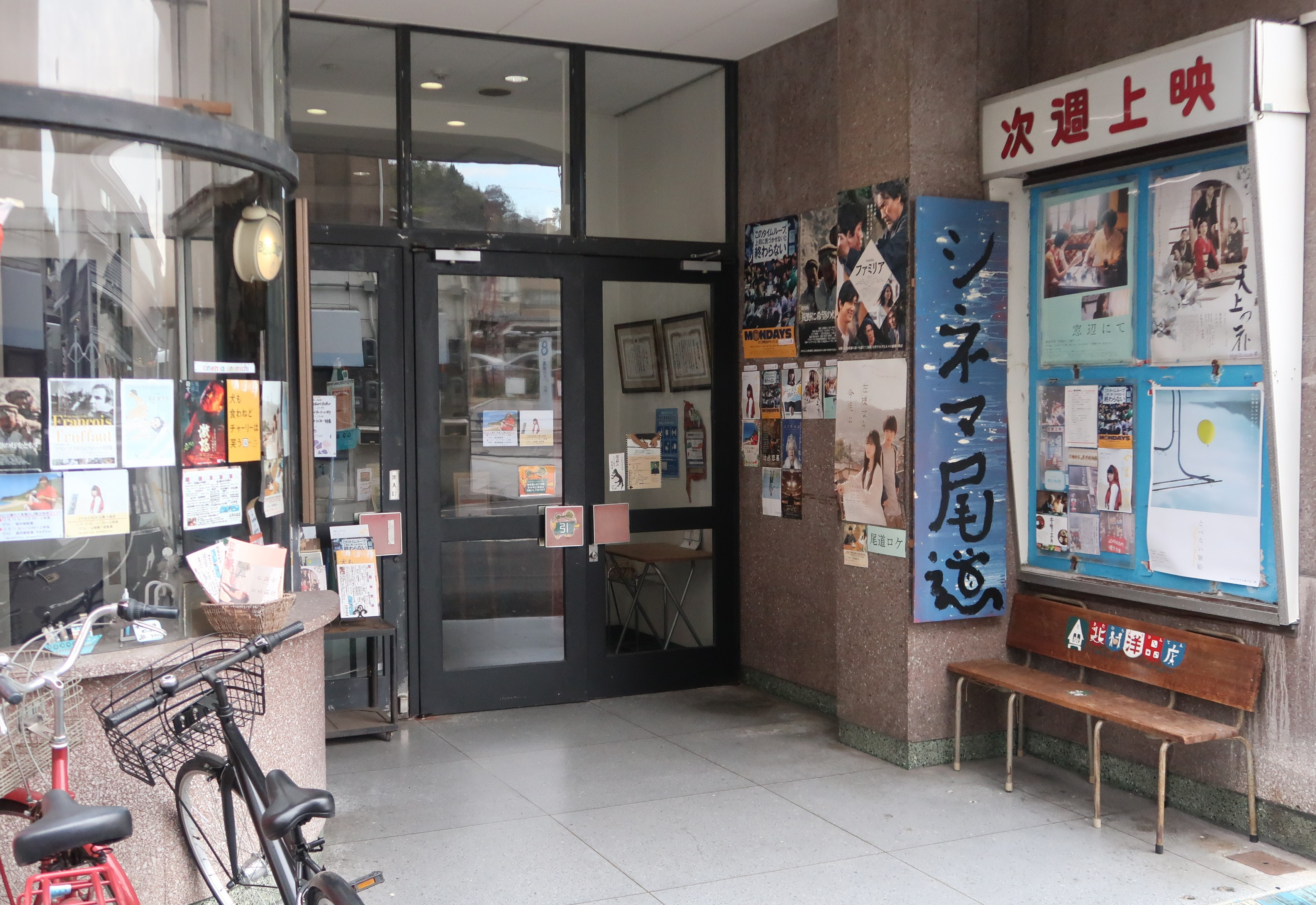
シネマ尾道（愛助が陽平と訪れ、後に高校生のアイとなって陽平と再会する映画館）

女子高生
演 - 西本まりん
女子高生のアイとなって現れた愛助の友人。
アイと一緒にシネマ尾道に映画を観に来る。

### スタッフ
- 原作 - 山本中学『左様なら今晩は』（少年画報社〈YKコミックス〉）
- 監督 - 高橋名月
- 脚本 - 高橋名月、穐山茉由[17]
- 音楽 - 山元淑稀[17]
- プロデューサー - 村田亮、羽和島論[17]
- 共同プロデューサー - 大西良平
- 制作プロデューサー - 三橋亜耶野
- 撮影 - 板倉陽子
- 照明 - 常谷良男
- 録音 - 石寺健一
- 美術 - 野々垣聡
- 装飾 - 森公美
- スタイリスト - 馬場恭子、栗田珠似
- ヘアメイク - 中山麻美
- 編集 - 金田昌吉
- 音響効果 - 小林孝輔
- 助監督 - 小菅規照
- 製作担当 - 森田勝政
- キャスティング - あんだ敬一
- 製作 -「左様なら今晩は」製作委員会
- 企画・製作プロダクション - アンリコ
- 製作協力 - アルファコーポレーション
- 製作幹事・宣伝 - S・D・P
- 配給 - パルコ
- 製作 -「左様なら今晩は」製作委員会（S・D・P、TCエンタテインメント、アルファコーポレーション、アンリコ、MinyMixCreati部）

### 主なロケ地
- 愛助と陽平が訪れたお好み焼き店「手毬」とシネマ尾道は、本文の関連項目に記載しています。

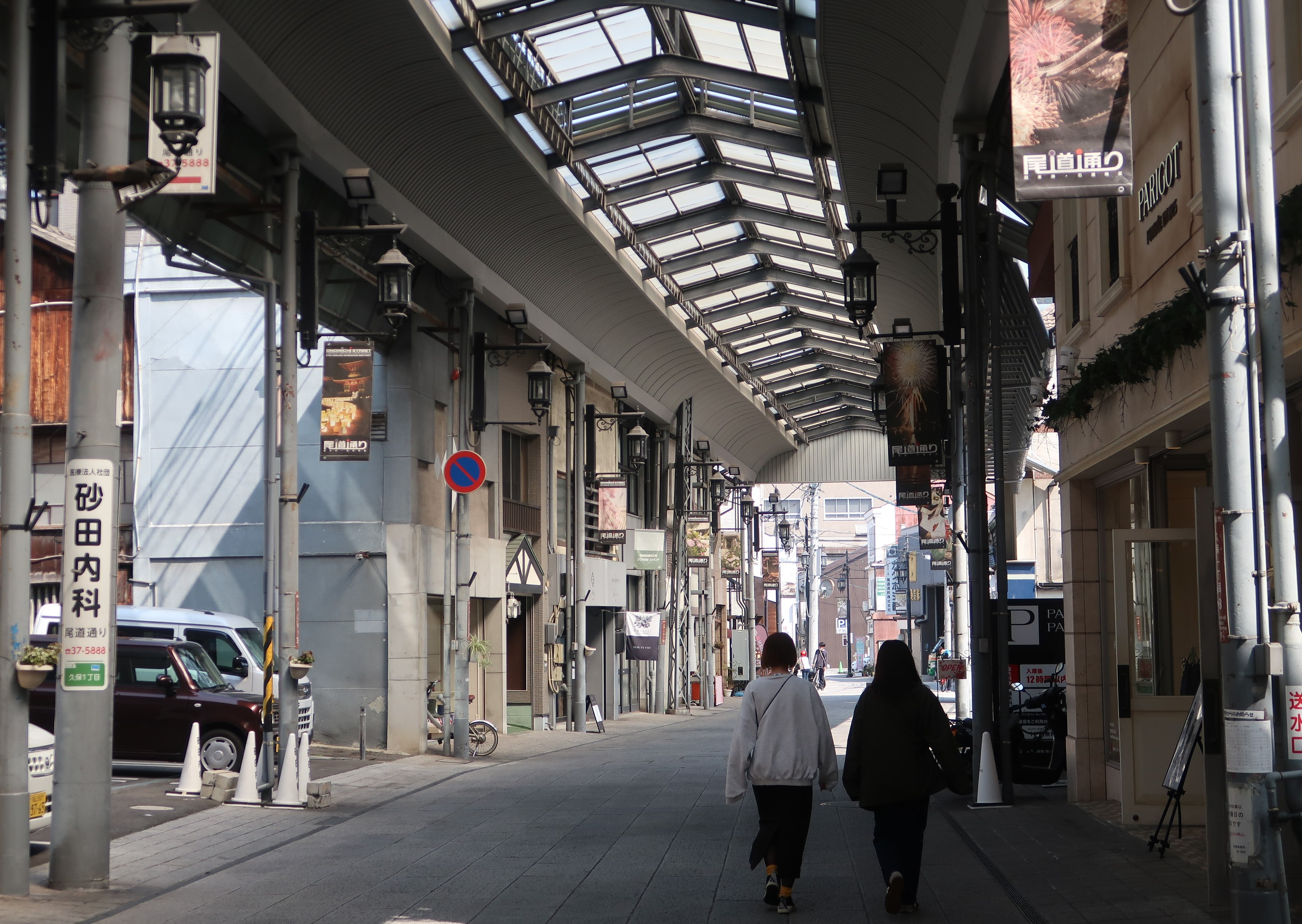
尾道通り[18]（1.送別会の後、果南が陽平を追いかけてきたパリゴ尾道店前の路上[18] 2.翌朝、陽平が愛助を探しに来た場所 ）
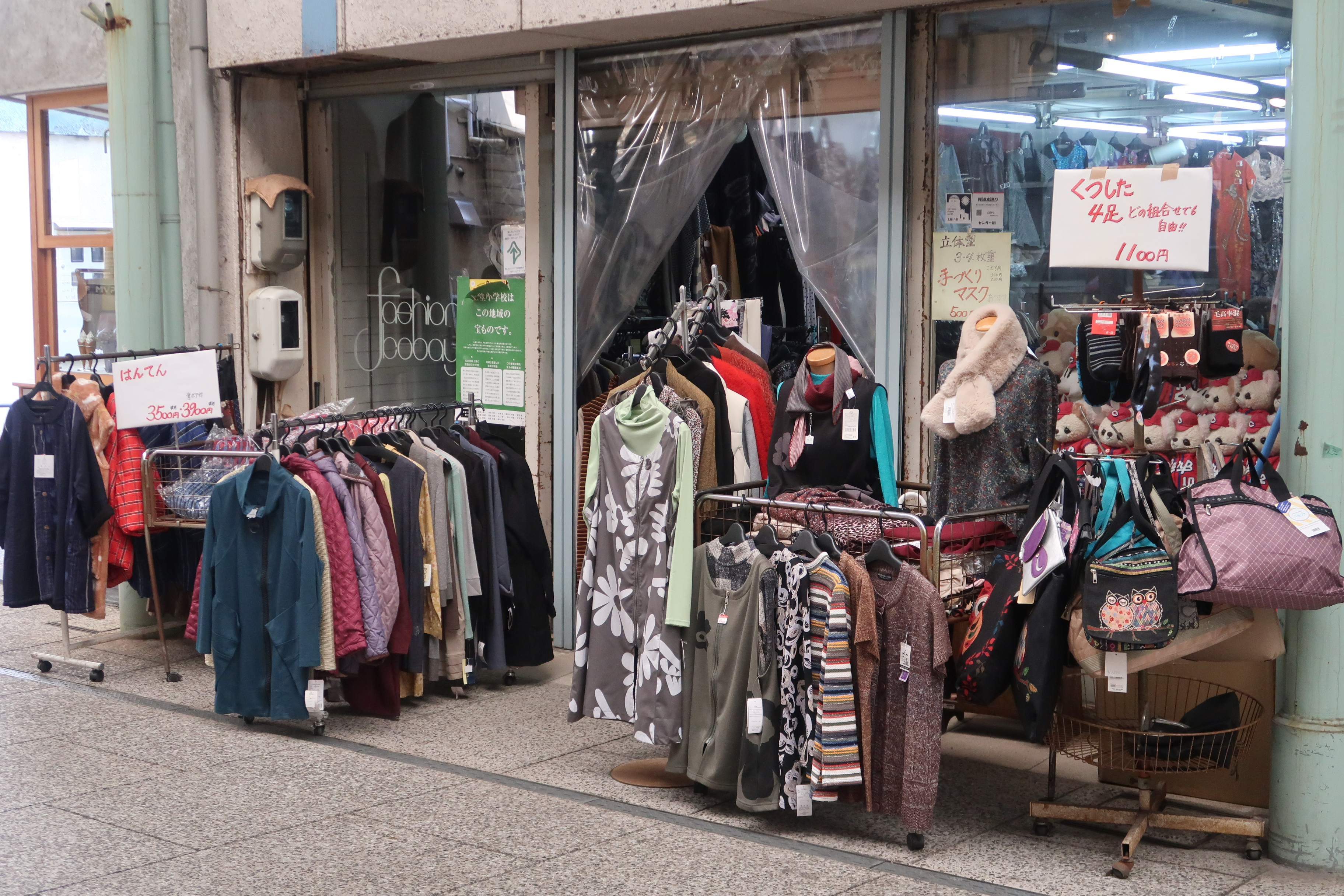
こばやし[18]（陽平が愛助のサンダルを買った店。右下の円形のワゴンに入っていた）
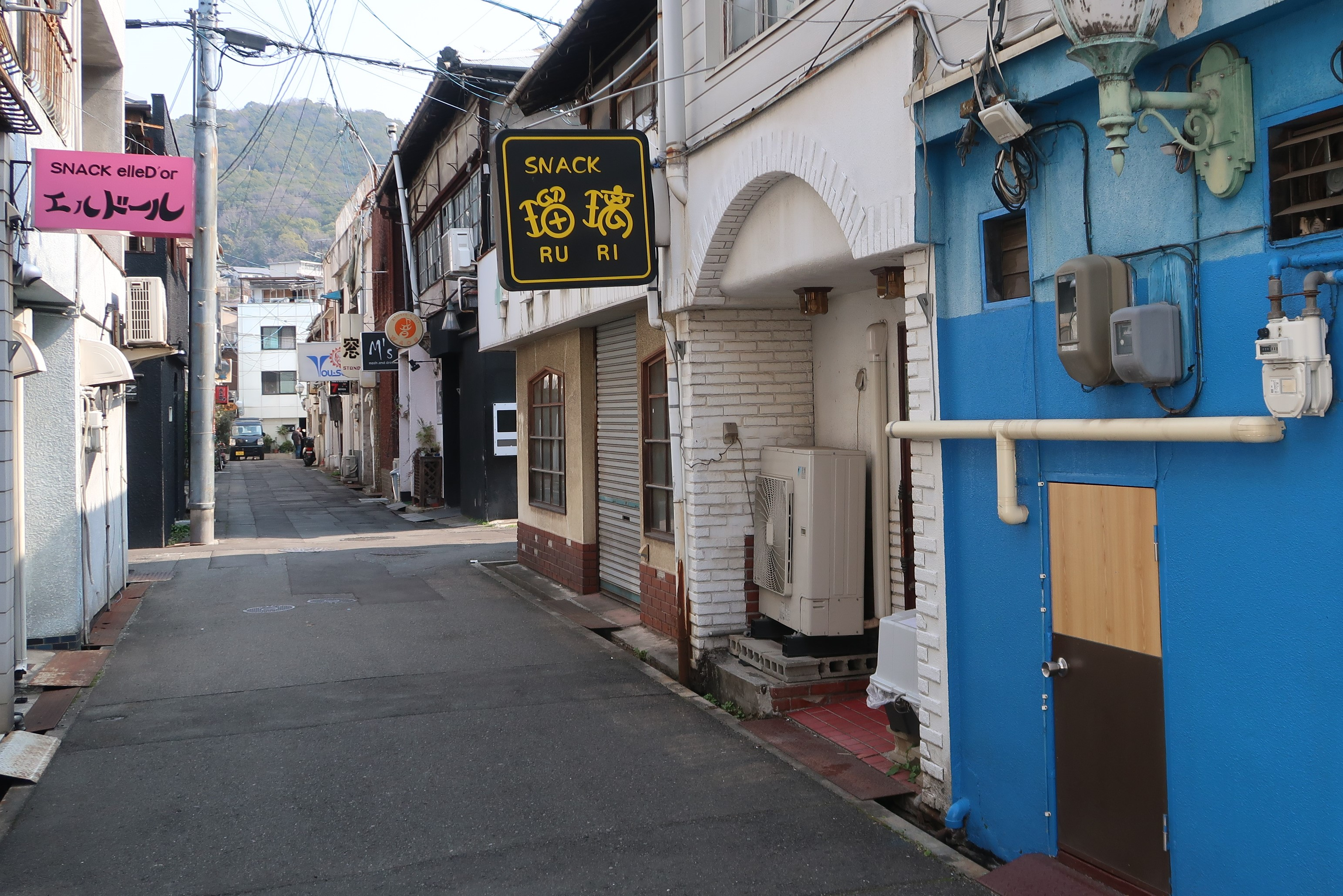
スナック瑠璃（「スナックみさき」として撮影された）
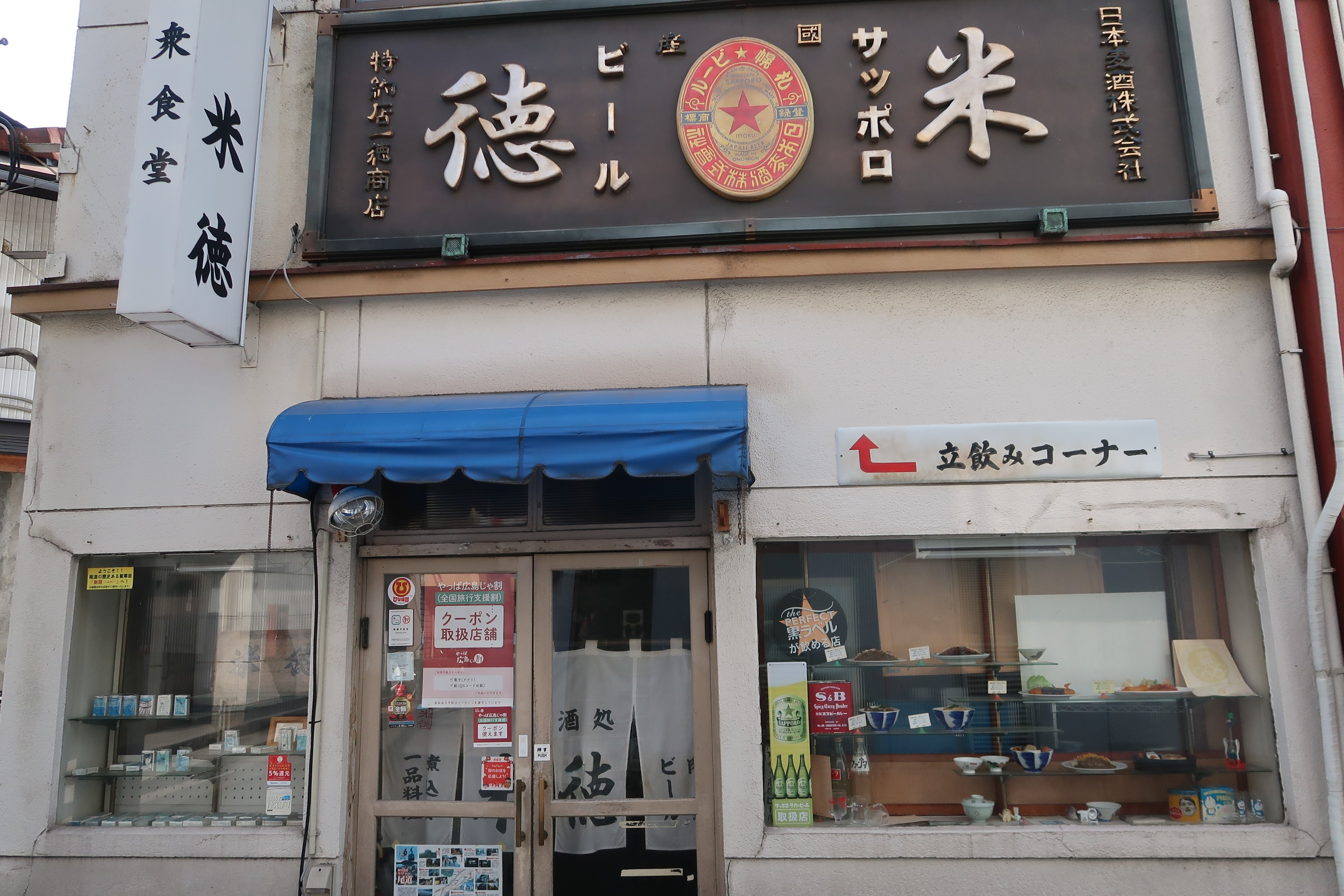
大衆酒処 米徳（畠山さんの送別会の店）
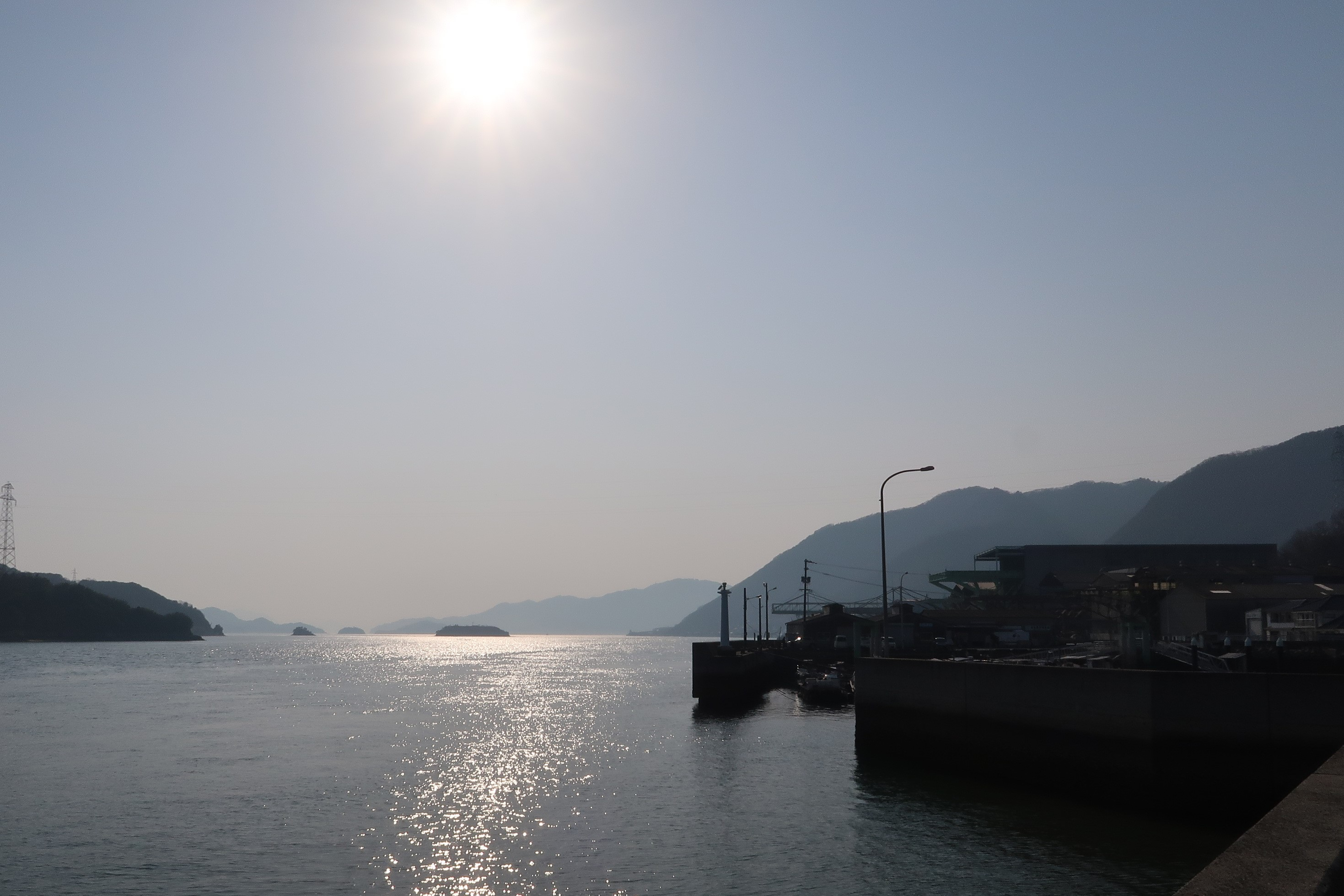
吉和漁港1（愛助と陽平がデートの終わりに訪れた場所）
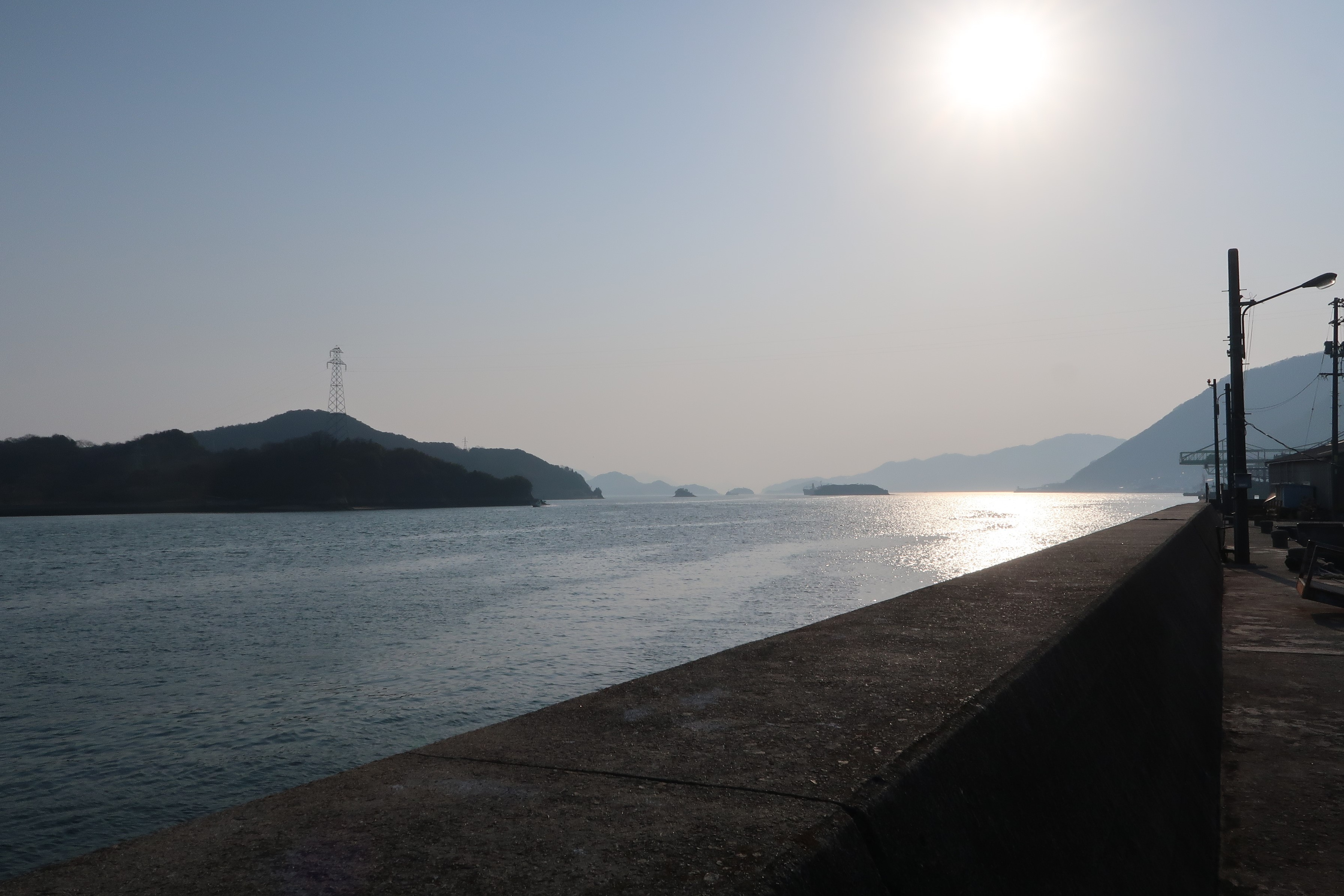
吉和漁港2（愛助が歩き、陽平とハグをした夕刻の防波堤）

- 陽平たちの会社「テラシマ工業」の社内は、福山商工会議所（福山市）で撮影がされた[19]。
- 陽平と愛助が共同生活する坂道の途中にある「大橋アパート」は、尾道市内で撮影（詳細な場所不明）がされている[20]。